# Фурман Василь Миколайович
Василь Миколайович Фурман (2 грудня 1973, Шостакове, Катеринопільський район, Черкаська область) — економіст, доктор економічних наук (2006), член Ради Національного банку України.

## Життєпис
У рідному селі з відзнакою закінчив «восьмирічку», а згодом й Катеринопільську середню школу № 2 з медаллю.
У 1991 році вступив до Київського національного економічного університету, який закінчив з червоним дипломом. Вже на п'ятому курсі працював в банку. Після закінчення університету вступив до аспірантури та викладав у альма-матер економіку підприємства.
Вдало закінчивши аспірантуру, захистив кандидатську дисертацію. У 2006 році став доктором економічних наук і сьогодні є автором більше 70 наукових робіт. З 2011 по 2016 рік був ректором Київського інституту банківської справи.
Трудовий шлях розпочався у 1995 року з посади спеціаліста аналітичного відділу у УБ «Відродження», а через рік, досягнувши певних успіхів вже і провідним економістом у «Промінвестбанку». У 2001 році очолив дочірну компанію «Промінвестбанку».
Має ряд відзнак та нагород: «Найуспішніший топ-менеджер України 2005 року», Лідер галузевого рейтингу ТОП 100 «Найкращі топ-менеджери України 2005 року», Відзнака за професійні досягнення та особистий внесок у розвиток економіки України у 2005 році, Лідер галузевого рейтингу ТОП 100 «Найкращі топ-менеджери України 2005 року».
24 жовтня 2016 року Указом Президента України призначений членом Ради Національного банку України. У 2022 році повторно обраний до складу Ради НБУ.
У 2020-х роках неодноразово входив до списків найвпливовіших економістів країни за версіями провідних українських ЗМІ. Є автором публікацій у виданнях Економічна правда, Українська правда, ZN.ua, FinClub, NV Бізнес. Регулярно виступає з коментарями в ефірах провідних телеканалів.

## Громадська діяльність
Займається активно громадською роботою, член Катеринопільського земляцтва. У серпні 2011 року був обраний Головою громадської організації «Наш Дім — Шевченків Край».
У 2005 році увійшов до рейтингу ТОП-100 найкращих топменеджерів України.